# جيري براونلي
جيري براونلي هو سياسي نيوزيلندي، ولد في 4 فبراير 1956 في كرايستشرش في نيوزيلندا. نشط حزبياً في الحزب الوطني في نيوزيلندا.

## مناصب
- انتخب وزير الخارجية [الإنجليزية]‏ (2 مايو 2017 – 26 أكتوبر 2017).
- انتخب وزير الدفاع [الإنجليزية]‏ (6 أكتوبر 2014 – 2 مايو 2017).
- انتخب عضو مجلس النواب النيوزيلندي ‏ عن دائرة Ilam (New Zealand electorate) [الإنجليزية]‏ وقد انضم خلال فترته النيابية [الإنجليزية]‏ للكتلة البرلمانية الحزب الوطني في نيوزيلندا.
- انتخب عضو مجلس النواب النيوزيلندي ‏ خلال فترته النيابية [الإنجليزية]‏ (19 نوفمبر 2008 – ).